# Jules Ladoumègue
Jules Raymond Ladoumègue (ur. 10 grudnia 1906 w Bordeaux, zm. 3 marca 1973 w Paryżu) – francuski lekkoatleta, średniodystansowiec, medalista olimpijski i rekordzista świata.
Początkowo startował w biegu na 5000 metrów. Zajął w tej konkurencji 3. miejsce w mistrzostwach Francji w 1926, a uzyskany później w tym roku wynik 15:11,6 dał mu 20. miejsce w tabelach światowych. Od 1927 specjalizował się w biegu na 1500 metrów. W 1928 zwyciężył w mistrzostwach Francji z czasem 3:52,2, co było trzecim wynikiem w historii.
Ladoumègue był jednym z faworytów biegu na 1500 m podczas igrzysk olimpijskich w 1928 w Amsterdamie. W finale biegu rywalizował z dwoma Finami: Harrim Larvą i Eino Purje. Na 200 m przed metą wyszedł na prowadzenie przed Purje. Larva atakował Ladoumègue na ostatniej prostej i udało mu się go wyprzedzić na 20 m przed metą. Ladoumègue nie zdołał odeprzeć ataku i zajął 2. miejsce.
W 1930 Ladoumègue był w najwyższej formie. 3 października w Paryżu podjął próbę poprawienia rekordu świata na 1500 metrów, który wynosił 3:51,0 i należał do Ottona Peltzera. Z pomocą dwóch „pacemakerów” udało mu się osiągnąć wynik 3;49,2. 19 października 1930 w Paryżu Ladoumègue ustanowił rekord świata w biegu na 1000 metrów czasem 2:23,6. 2 lipca 1931 w Paryżu poprawił kolejny rekord świata, tym razem w biegu na 2000 metrów wynikiem 5:21,8. Wreszcie 4 października 1931, również w Paryżu, ustanowił rekord świata w biegu na 1 milę czasem 4:09,2. Był to pierwszy w historii wynik poniżej 4 minut i 10 sekund. Ladoumègue poprawił rekord należący do Paavo Nurmiego.
Nie mógł wystąpić na igrzyskach olimpijskich w 1932 w Los Angeles, ponieważ francuska federacja zdyskwalifikowała go za pobieranie pieniędzy za starty. W 1943 odzyskał status amatora i przebiegł 1500 m w czasie 3:58,0.
W 1956 Ladoumègue opublikował autobiografię Dans ma foulée.